# Möhler
Möhler ist ein Dorf im Gemeindegebiet von Herzebrock-Clarholz, Kreis Gütersloh, Nordrhein-Westfalen. Keimzelle und bekanntestes Gebäude des Dorfes ist das Schloss Möhler, ein typisch westfälisches Herrenhaus.

## Lage
Möhler liegt etwa 4 km südwestlich vom Ortskern Herzebrocks entfernt, unmittelbar an der Gemeindegrenze zu Oelde und damit der Kreisgrenze zum Kreis Warendorf. Historisch gesehen gehört Möhler zur ehemaligen Bauerschaft Menninghausen des Kirchspiels Oelde und kirchenmäßig somit zum Bistum Münster, während das Gemeindegebiet Herzebrock-Clarholz ansonsten vollständig zum  Bistum Paderborn gehört.
Landschaftlich gehört Möhler mit seiner flachen Sandebene zum Ostmünsterland, verwaltungstechnisch zu Ostwestfalen-Lippe. 
Durch Möhler fließt von Oelde kommend in Süd-Nord-Richtung der Axtbach, in den in der Ortsmitte der Südliche Talgraben mündet. Der Axtbach umfließt zwei Drittel des Schlossareals; an seinem Ufer steht eine alte Mühle.

## Geschichte
Möhler wurde erstmals in einem Heberegister des Stifts Freckenhorst im 11. Jahrhundert als Rittergut „Mudelare“ erwähnt. Vermutlich entstand schon im 13. Jahrhundert an der Stelle des heutigen Schlosses eine burgähnliche Anlage. Die nächste urkundliche Erwähnung stammt dann erst wieder aus der ersten Hälfte des 16. Jahrhunderts. Im „Verzeichnis der wuesten Erben und Guether“ des Hochstifts Münster heißt es: „Ampt Stromberg, Kerspell Olde - Moeler, Wendt zustendig“. Durch § 11 des Soest/Beckum-Gesetzes kommt Möhler am 1. Juli 1970 vom Kirchspiel Oelde zu Herzebrock.

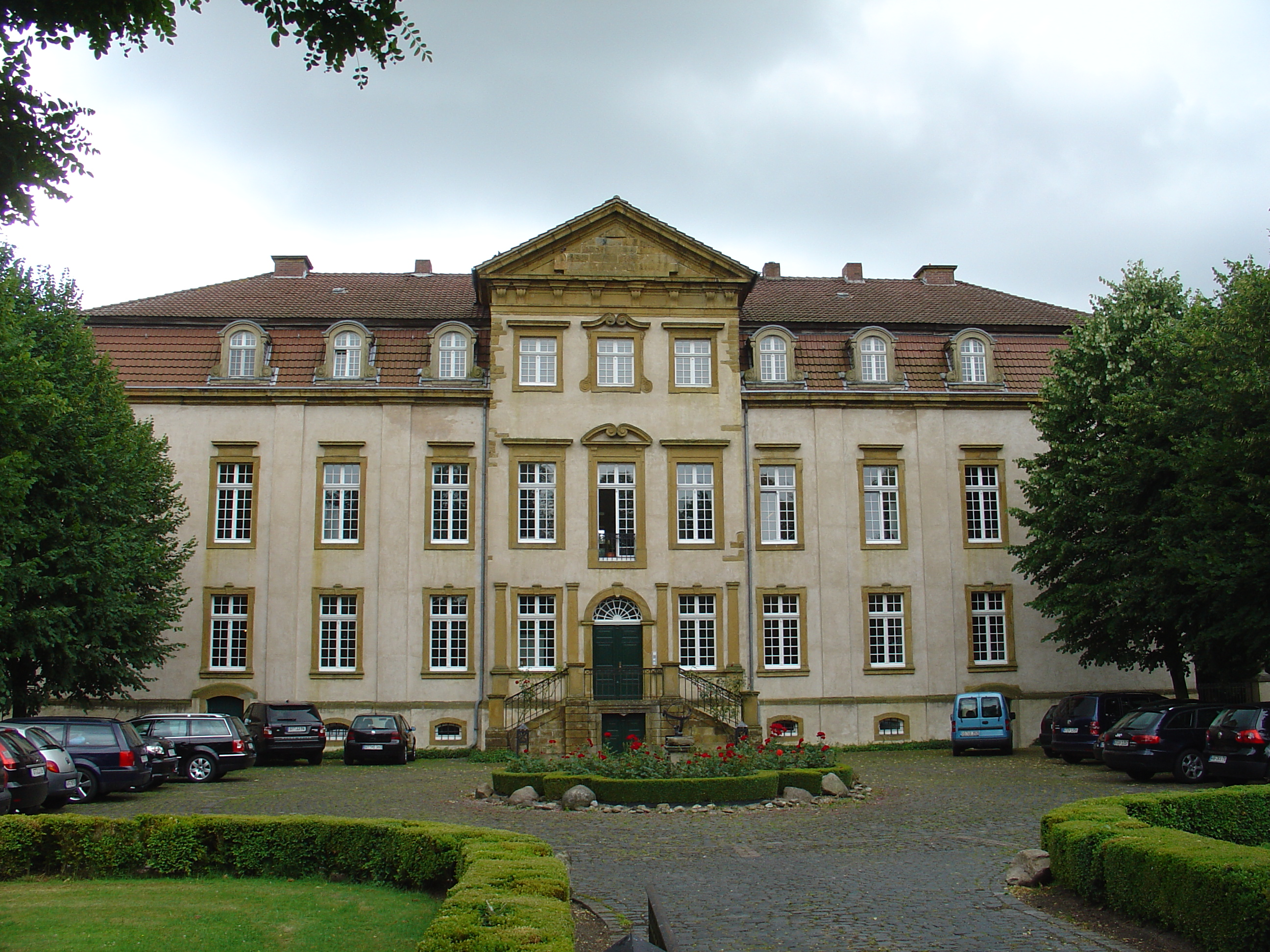
Hauptflügel des Herrenhauses von Schloss Möhler

Die ältesten noch stehenden Häuser des Dorfes Möhler stammen aus dem 17. Jahrhundert. Mit dem Bau des neuen Schlosses zwischen 1710 und 1715 siedelten sich neben den Bauern auch Handwerker an, so dass sich aus dem einstigen Rittergut ein Dorf entwickelte. Vom Schloss sind heute noch der Hauptflügel und der Barockpark erhalten.
Aus dem Material der abgerissenen Seitenflügel des Schlosses wurde 1853 die Ludgerus-Kapelle am Dorfrand erbaut. Seitdem wird Möhler auch als die „Kapellengemeinde“ bezeichnet. Sie ist der erste realisierte Sakralbau des Münsteraner Diözesanbaumeisters Emil von Manger. 1854 weihte Johann Georg Müller als Bischof von Münster die neugotische Kapelle ein. Sie ist heute eine Filialkirche der Pfarrgemeinde St. Johannes der Täufer in Oelde. Der 1906 gegründete Kapellenverein e. V. hatte zunächst das Ziel, Geld für einen Erweiterungsbau der Kapelle zu sammeln. Nachdem dieses Ziel erreicht war und 1922 der Erweiterungsbau konsekriert wurde, kümmert sich der Kapellenverein bis heute um alle Angelegenheiten die die Kapelle betreffen, zum Beispiel die Instandhaltung des Gebäudes.

## Denkmäler

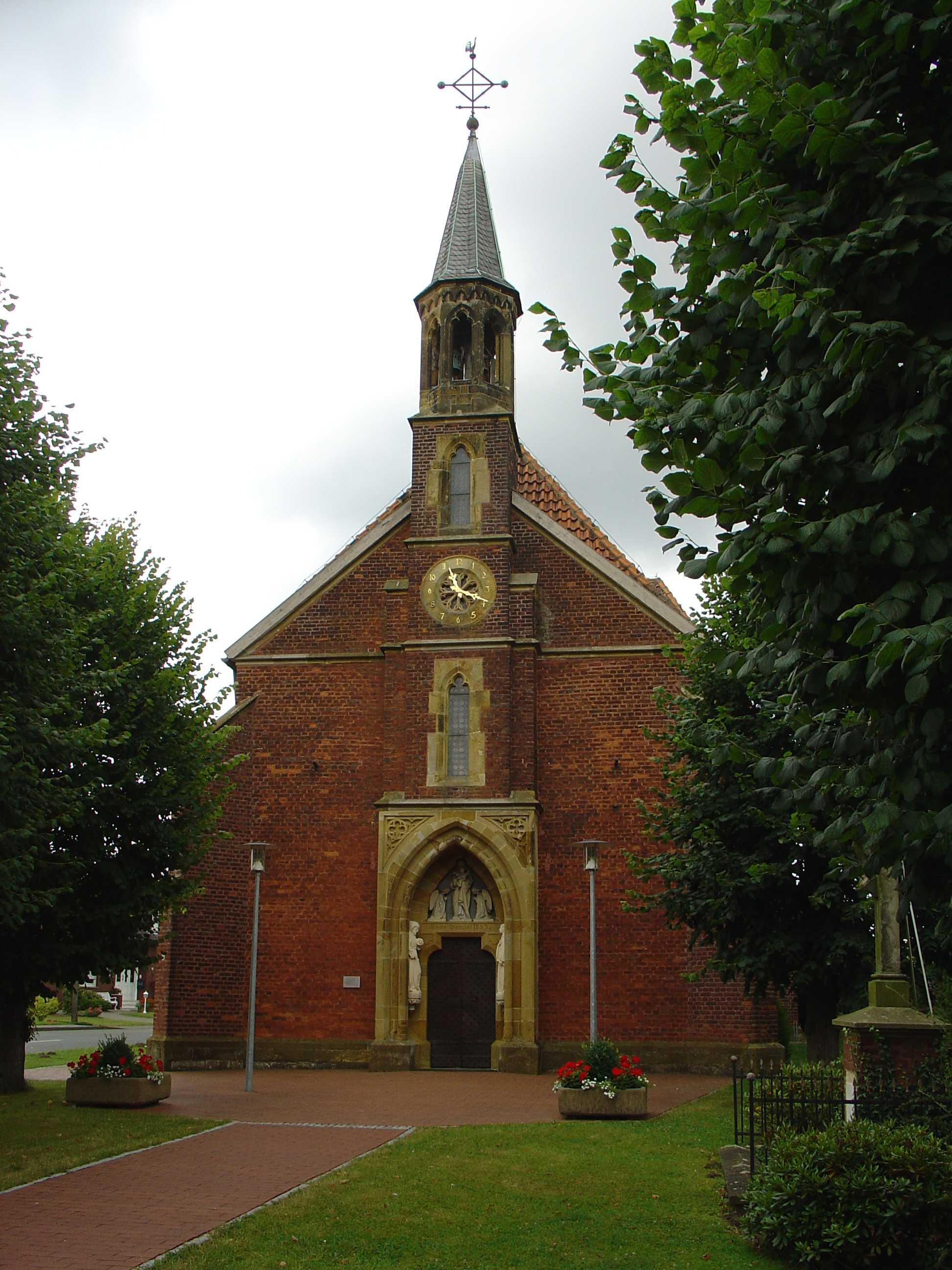
Ludgeruskapelle in Möhler

Möhler verfügt über sechs eingetragene Denkmäler:
- das Schloss
- das Gesindehaus des Schlosses
- die Fachwerkscheune vor dem Schloss
- die Ludgerus-Kapelle am Dorfrand, erbaut 1853
- die Nepomuk-Statue an der Axtbach-Brücke, vermutlich um 1720 entstanden
- das Haus Pietig

## Wirtschaft
Insgesamt gibt es rund 60 Arbeitsplätze in Möhler. Im Schloss sind Architektur- und Ingenieurbüros, ein Gastronomiebetrieb, ein Hersteller von Frottierwaren sowie Gewerbetreibende wie Fotografen und Designer und damit fast 40 Arbeitsplätze angesiedelt. Eine Bäckerei beschäftigt etwa 20 Mitarbeiter. Außerdem gibt es einen Landtechnikbetrieb. Vier Landwirte arbeiten im Nebenerwerb, zwei im Vollerwerb (Stand: 2005).

## Trivia
- Möhler nahm seit 1992 sieben Mal am Wettbewerb Unser Dorf soll schöner werden - Unser Dorf hat Zukunft teil und wurde dabei sechs Mal mit einem Preis ausgezeichnet (Stand: 05/2006).
- Die Hauptstraße des Dorfes, die Kapellenstraße, ist eine Bistumsgrenze: Bewohner, deren Haus an der Schlossseite der Kapellenstraße steht, gehören zum Bistum Münster und somit zur Pfarrgemeinde St. Johannes der Täufer in Oelde. Die andere Straßenseite gehört zur Pfarrei St. Christina in Herzebrock und damit zum Erzbistum Paderborn.